# إدارة أويميه
إدارة أويميهه (بالفرنسية: Ouémé)‏ هي إدارة في بنين، عاصمتها هي بورتو نوفو. فصلت الجزء الشمالي عنها في عام 1999 لتشكيل إدارة بليتيو.

## جغرافيا
تقع الإدارة في جنوب بنين، تتطل على ساحل المحيط الأطلسي وتبلغ مساحتها 1,281 كيلومتر مربع. تحدها إدارة زو من الشمال وإدارة بليتيو من الشمال الشرقي ونيجيريا من الجنوب الشرقي والمحيط الأطلسي من الجنوب والإدارة الساحلية من الجنوب الغربي وإدارة أتلانتيك من الغرب. 
تكثر البحيرات والمستنقعات الكبيرة على ساحل الإدارة الرملي المنحدر نحو المحيط الأطلسي، ومن هذه البحيرات بحيرة نوكوي في الجنوب الغربي. متوسط ارتفاع الإدارة هو 20 متر (66 قدم) مقارنة بمتوسط بنين البالغ 200 متر (660 قدمًا) فوق متوسط مستوى سطح البحر.
متوسط هطول الأمطار السنوي في بنين حوالي 1,200 مليمتر (47 بوصة) ملم (47 بوصة)، إلا أن المعدل الساقط في الإدارة أقل من ذلك، تقع الإدارة في المنطقة الجنوبية من البلاد التي يوجد بها موسمين من الأمطار الأول من مارس إلى يوليو والثاني من سبتمبر إلى نوفمبر.

## السكان
| التعداد الديني                | التعداد الديني                | التعداد الديني | التعداد الديني | التعداد الديني |
| ----------------------------- | ----------------------------- | -------------- | -------------- | -------------- |
| الدين                         | الدين                         |                | النسبة (%)     | النسبة (%)     |
| الإسلام                       | الإسلام                       |                | 12.1%          | 12.1%          |
| ميثودية                       | ميثودية                       |                | 7.8%           | 7.8%           |
| فودو                          | فودو                          |                | 6%             | 6%             |
| الكنيسة الرومانية الكاثوليكية | الكنيسة الرومانية الكاثوليكية |                | 34.6%          | 34.6%          |
| كنيسة سيليستيال               | كنيسة سيليستيال               |                | 17.4%          | 17.4%          |
| مذهب مسيحي آخر                | مذهب مسيحي آخر                |                | 8.3%           | 8.3%           |
| العقائد القبلية الأخرى        | العقائد القبلية الأخرى        |                | 0.6%           | 0.6%           |
| آخر                           | آخر                           |                | 2.3%           | 2.3%           |
| مذهب بروستانتي آخر            | مذهب بروستانتي آخر            |                | 7.7%           | 7.7%           |

بلغ عدد سكان مقاطعة أويميه 1,100,404 نسمة (منهم 534,814 من الذكور و565,590 من الإناث) في تعداد 2013، أي أن نسبة الإناث 51.40%. شكّل سكان الحضر 62.80% من إجمالي السكان، بينما كانت نسبة سكان الريف 37.20%. وصلت نسبة النساء في سن الإنجاب (15 إلى 49 سنة) إلى 24.80%. بلغ عدد السكان الأجانب 17,065، أي ما يمثل 1.60% من إجمالي سكان المقاطعة، نسبة النساء بينهم 51.40%. وبلغ معدل مشاركة الأجانب في القوى العاملة للفئة العمرية 15-64 عامًا 37.60%. وصل عدد الأسر في المقاطعة إلى 232,620 أسرة، بمتوسط حجم للأسرة يبلغ 4.7 أفراد. وسجل معدل النمو السكاني بين التعدادين 3.70%.
كان متوسط العمر عند الزواج الأول للنساء 21.7 عامًا، بينما بلغ متوسط العمر عند الولادة الأولى 28.7 عامًا. وبلغ معدل للخصوبة 4.6. وبلغ متوسط عدد الأسر في كل منزل 1.2، ومتوسط عدد الأفراد في الغرفة الواحدة 2.1. بلغ إجمالي القوى العاملة في المقاطعة 383,716 شخصًا، شكّلت النساء نسبة 49.50% منهم. تقريبا ما نسبته 43.80% من الأسر لا تمتلك أي مستوى تعليمي، في حين أن 81.70% من الأسر أطفالها ملتحقون بالمدارس. معدل المواليد الخام 36.7 ومعدل الخصوبة العام 148.20.
أما المجموعات العرقية اللغوية الرئيسية في الإدارة فهي: أييزو وإدي وفون وغون وفيلا وتوفين ويوروبا.

## الاقتصاد
المهنة الرئيسية في المنطقة هي صيد الأسماك في المياه العذبة ومياه البحر. واكتشاف النفط في 1960 في المناطق البحرية، في حين التيتانيوم، وخام الحديد، وإلمينيت والكروميت هي المعادن الرئيسية.

## التقسيمات الإدارية

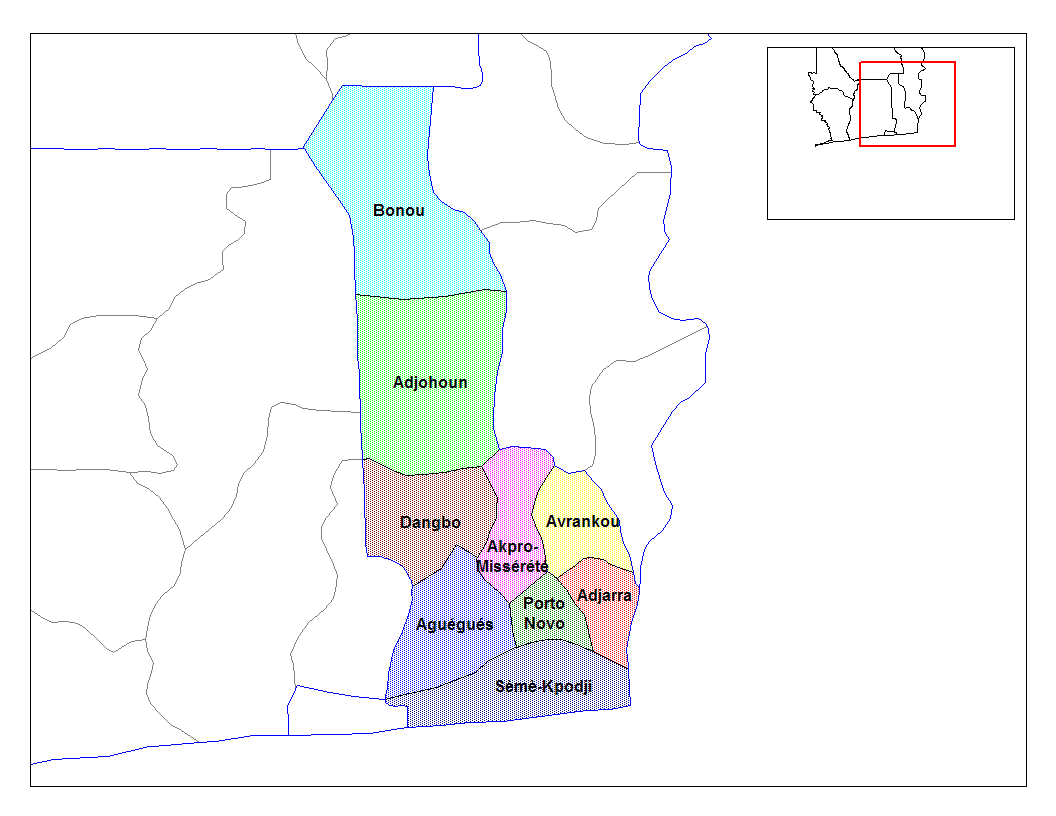
خريطة بلديات أويميهه

أنشئت إدارة بليتيو من شمال هذه الإدارة في عام 1999، عاصمتها هي مدينة بورتو نوفو عاصمة بنين، تنقسم إدارات كوفو إلى تسع بلديات كل واحدة سميت على مقر البلدية وأكبر مدينة فيها، البلديات كالآتي: أدجارا وأجوهن وأغويغيس وأكبرو-ميسيرتي وأفراكو وبونو ودانغبو وبورتو نوفو وسمي-كبودجي.
يدير البلديات والمجالس البلدية ممثلين منتخبين، أجريت الانتخابات الأخيرة لهذه المجالس في مايو 2020، أثناء جائحة فيروس كورونا.
| البلدية          | المساحة | السكان (إحصاء 2013) | الدوائر |
| ---------------- | ------- | ------------------- | ------- |
| Dangbo ‏          | 340 كم² | 96426 نسمة          |         |
| Adjohoun ‏        | 308 كم² | 75323 نسمة          | 8       |
| Aguégués ‏        | 52 كم²  | 44562 نسمة          | 3       |
| Akpro-Missérété ‏ | 79 كم²  | 127249 نسمة         |         |
| Avrankou ‏        | 150 كم² | 128.050 نسمة        |         |
| Bonou ‏           | 275 كم² | 44346 نسمة          |         |
| Adjarra ‏         | 112 كم² | 97424 نسمة          |         |
| بورتو نوفو       | 110 كم² | 264320 نسمة         | 5       |
| Sèmè-Kpodji ‏     | 250 كم² | 222701 نسمة         |         |